# Il ritorno del gladiatore più forte del mondo
Il ritorno del gladiatore più forte del mondo è un film del 1971, diretto da Bitto Albertini.

## Trama
Valerio è il governatore di una regione dell'impero romano minacciata da Alemanni e Franchi e chiede l'aiuto dell'ex gladiatore, promosso tribuno, Marzio per fermare le incursioni barbariche. Da un controllo si scopre che le armi usate dai nemici sono di fabbricazione romana quindi vi è un traditore, subito individuato nel console Caio Appio Quintiliano. Inviato insieme al fido Claudio per perorare la causa di Valerio, Marzio, deve fare i conti con la fama positiva che ha Caio al Senato. A Marzio viene affidata una missione: infiltrarsi sotto falso nome tra le genti delle sue terre ai confini per scoprire le reali intenzioni di Caio. Composta una squadra di tre con il fido Claudio e l'astuto ladro e truffatore la volpe, il nostro parte. Nel frattempo a Roma l'oppressione dei cristiani è all'apice e i tre devono anche liberare Diana, la donna di Claudio, dalle catacombe asserragliate dai soldati romani. Marzio scoprirà, tornando alla propria casa, che Caio ha nel frattempo fatto uccidere suo padre in combutta con Servio e Manlio, padre di Licia, la donna amata da Marzio e bramata da Caio. La missione di spionaggio diventa ricerca di vendetta, ma le cose si complicano perché Caio riuscirà, dopo un attentato alla vita di Marzio, a far incolpare quest'ultimo dell'omicidio di Manlio (in realtà ucciso proprio da Caio). Marzio, con l'aiuto di un Valerio che ci rimette la vita, riuscirà a ribaltare la situazione e a sconfiggere il malvagio Caio i cui piani di sovvertire l'impero alleandosi con i barbari cozzeranno anche contro la sua superbia.